# Куксхавен
Куксхавен (њем. Cuxhaven) град је у њемачкој савезној држави Доња Саксонија. Једно је од 57 општинских средишта округа Куксхафен. Према процјени из 2010. у граду је живјело 51.249 становника. Посједује регионалну шифру (AGS) 3352011.

## Географски и демографски подаци
Куксхавен се налази у савезној држави Доња Саксонија у округу Куксхафен. Град се налази на надморској висини од 2 метра. Површина општине износи 161,9 km². У самом граду је, према процјени из 2010. године, живјело 51.249 становника. Просјечна густина становништва износи 317 становника/km².

## Међународна сарадња
| Мјесто        | Држава               | Врста сарадње | Од    |
| ------------- | -------------------- | ------------- | ----- |
| Хафнарфјердур | Исланд               |               | 1988. |
| Пенвит        | Уједињено Краљевство |               | 1975. |
| Мурманск      | Русија               | пријатељство  | 2004. |
| Ван           | Француска            | партнерство   | 1963. |
|               | Француска            | партнерство   | 1988. |
| Готхаб        | Данска               |               | 1987. |
|               | Португалија          |               | 2000. |
| Извор         |                      |               |       |